# O Seminarista (Rubem Fonseca)
O seminarista é um romance policial de Rubem Fonseca publicado inicialmente em 2009 no Brasil. O seminarista foi o 11º romance de Rubem Fonseca, tendo sido escolhido pelos leitores do Jornal do Brasil como o melhor livro publicado no país em 2009.
O livro representou o regresso de Rubem Fonseca ao género policial após o seu anterior romance que havia sido Mandrake, a Bíblia e a bengala, de 2005, e também a sua primeira obra para a nova editora. Tratou-se também da primeira obra literária inédita a sair no Brasil com versões para Kindle e iPhone.
Para o protagonista de "O seminarista", matar não causa remorso, mas também não causa prazer. É apenas o seu trabalho que lhe permite se dedicar àquilo de que realmente gosta - livros, filmes e mulheres. Não quer saber quem é a pessoa que elimina, nem mesmo lê os jornais do dia seguinte para o saber. Quando, no entanto, decide que é hora de se aposentar, descobre que não ficou imune aos efeitos dos seus "serviços" anteriores, e tem que enfrentar os fantasmas de um passado que pensava estar superado.
:Contracapa

## Sinopse
O protagonista e narrador de "O seminarista" é um assassino a soldo, designado inicialmente por  "Especialista" por ser eficiente no seu ofício. De tempos a tempos, recebe encomendas de um misterioso "Despachante" para fazer certos «serviços», executados com eficácia, e sem quaisquer sentimentos de culpa («para um matador profissional a pior coisa do mundo é ter uma consciência»).
Nos primeiros capítulos, o "Especialista" começa por explicar como realizou alguns dos trabalhos. Se o «freguês» (a vítima) merece morrer é questão que não o preocupa, mas prefere eliminar «gente ruim» – um pedófilo, um violador de cadáveres roubados no cemitério, um outro assassino profissional –, embora não lhe tire o sono se abater alguém que se mascarou de Pai Natal ou um «freguês» que se desloca numa cadeira de rodas empurrado por enfermeira. O modus operandi não varia: «Sempre dou um tiro na cabeça. Com esses coletes novos à prova de bala, aquela técnica de atirar no terceiro botão da camisa para furar o coração pode não funcionar.»
Um dia, decide aposentar-se. Com o rendimento dos trabalhos anteriores, muito bem pagos, juntou uma boa reserva e agora quer parar. Ex-seminarista, e daí o nome do livro, do seminário manteve o hábito de fazer citações em latim dos clássicos. Do que mais gosta é ver filmes, ler (especialmente poesia) e ter sexo com mulheres – não necessariamente por esta ordem. Gosta ainda de vinho, de futebol (sendo torcedor do Vasco da Gama) e de ouvir rock no mp3.
Mas a condição de assassino não se abandona facilmente, especialmente quando para trás ficaram assuntos mal resolvidos. O Especialista muda de nome, passando a ser José Joaquim Kibir, em homenagem a um antepassado que escapou da «carnificina de Alcácer-Quibir», a batalha em que «Portugal se fodeu», e se apaixona por uma alemã que é tradutora e adora Clarice Lispector. Mas a «terrível simetria» da pistola Glock volta a arrastá-lo para o mundo negro do crime.
O que se segue, refere José Mário Silva, é uma intriga complexa em que todos desconfiam uns dos outros, um enredo tarantinesco de traições e ajustes de contas sucessivos, uma trama algo caótica e algo inverosímil, culminando num crescendo de violência – profusão de dedos partidos, balas nas têmporas, línguas cortadas, choques eléctricos nos testículos, olhos furados – que funciona como uma paródia do thriller e dos seus lugares-comuns, sublinhados pelo recurso à ironia e ao exagero.

## Apreciação crítica
Conclui José Mário Silva, que o verdadeiramente importante é a escrita, a linguagem flexível, precisa e inventiva de Rubem Fonseca, a sua prosa cantabile, os seus magníficos diálogos. Na altura com 85 anos, Fonseca continua a ser um dos maiores mestres no uso da língua portuguesa. E mesmo ficando aquém de outros romances seus, como A grande arte ou Bufo & Spallanzani, O seminarista é uma prova eloquente dessa mestria.
Para Ana C. C. Viegas, nos primeiros capítulos de O seminarista, o leitor se depara com uma sequência de crimes executados e narrados de modo frenético por um matador profissional, que pretende se retirar da actividade e ter uma vida pacata. A narrativa, porém, ganha outra dimensão, quando o matador se transforma ele próprio em alvo de perseguição. Nesse momento, o protagonista vê-se numa armadilha e para salvar a própria pele, precisa reavaliar os crimes que cometeu antes e tomar ele próprio a investigação de crimes recentes.
Ainda para Ana C. C. Viegas, como ocorre em outros livros do autor, a violência em O seminarista constitui o pretexto para, através de reflexões sobre a linguagem, colocar em causa verdades estabelecidas por se tratarem de formações discursivas historicamente construídas. Além disso, abandona-se a perspectiva de uma cidade partida, tão frequentemente veiculada pela mídia, pois a violência é muito mais complexa e transcende a fronteira das diferentes classes sociais. Em vez de guetos, o que se apresenta, sem maniqueísmo, são grupos que convivem no mesmo espaço da grande cidade regidos por relações de poder e pela agressão resultante de instintos humanos, revelando-se estereótipos sociais.
Conclui Ana C. C. Viegas que da sua formação religiosa ao ex-seminarista restam apenas fragmentos de textos em latim que perpassam pela narrativa. Num tempo em que a formação do gosto resulta da redundância e da resignação vendidas especialmente pelas mídias audiovisuais, este livro, privilegiando uma leitura pelo viés do foco narrativo, propõe-se trilhar um caminho de pistas falsas a fim de discutir o carácter desconstrutor do romance de Rubem Fonseca até mesmo em relação ao género policial canónico.

Para Bolívar Torres, a repercussão do livro foi enorme comprovando a capacidade de renovação de Rubem Fonseca que chegou a um novo público, mais jovem. O romance mostra este pique jovial dele, com uma grande história contada de forma ágil. Um estilo que a crítica pode não gostar, mas que os leitores adoram. Fonseca utilizou a liberdade de sempre, de um escritor que tem o domínio absoluto do que faz.
A busca por um público mais amplo e um possível reposicionamento de sua obra no mercado talvez esteja na origem da mudança súbita de editora, especulando-se que o acerto entre as partes não tenha saído por menos de R$ 1 milhão.
Prossegue Bolívar Torres, que O seminarista, última incursão do romancista no thriller, traz um novo rosto à vasta galeria de personagens fonsequianos: o cínico e estoico matador José, apreciador de pistolas, poesia, rock e aforismos latinos, aprendidos no tempo em que era seminarista, e que ressurgem em sua mente entre um e outro "serviço" intermediado pelo misterioso "Despachante". Sendo difícil de avaliar se José é um dos personagens mais pessoais de Fonseca, o certo é o autor ter colocado nele alguns dos seus próprios gostos e hábitos.
Para o editor Paulo Pires, é possível que esta seja a primeira de muitas histórias de "José", que já havia aparecido em outros três contos da colectânea Ela e outras mulheres (2006): Belinha, Olívia e Xânia. Fonseca terá confidenciado que o personagem pode se tornar recorrente, como Mandrake.
A busca por uma melhor comunicação com os leitores jovens recorreu às novas potencialidades da internet tendo sido criado um trailer narrado pelo próprio autor.